# Jelínek (Kamenec u Poličky)
Jelínek je malá vesnice, část obce Kamenec u Poličky v okrese Svitavy. Nachází se asi 2,5 km na jihovýchod od Kamence u Poličky. V roce 2009 zde bylo evidováno 6 adres. V roce 2001 zde trvale žilo 10 obyvatel.
Jelínek leží v katastrálním území Kamenec u Poličky o výměře 8,03 km2.
Železný kříž na kamenném podstavci před statkem s nápisem : Z lásky / k svému Spasiteli / postavili osadníci / z Jelínka. L.P. 19 15/8 03.
Lesní kaple při silnici směrem na Šibeniční vrch u Poličky v místech zvaném Bořiny.